# Litouwen op het Eurovisiesongfestival 2018

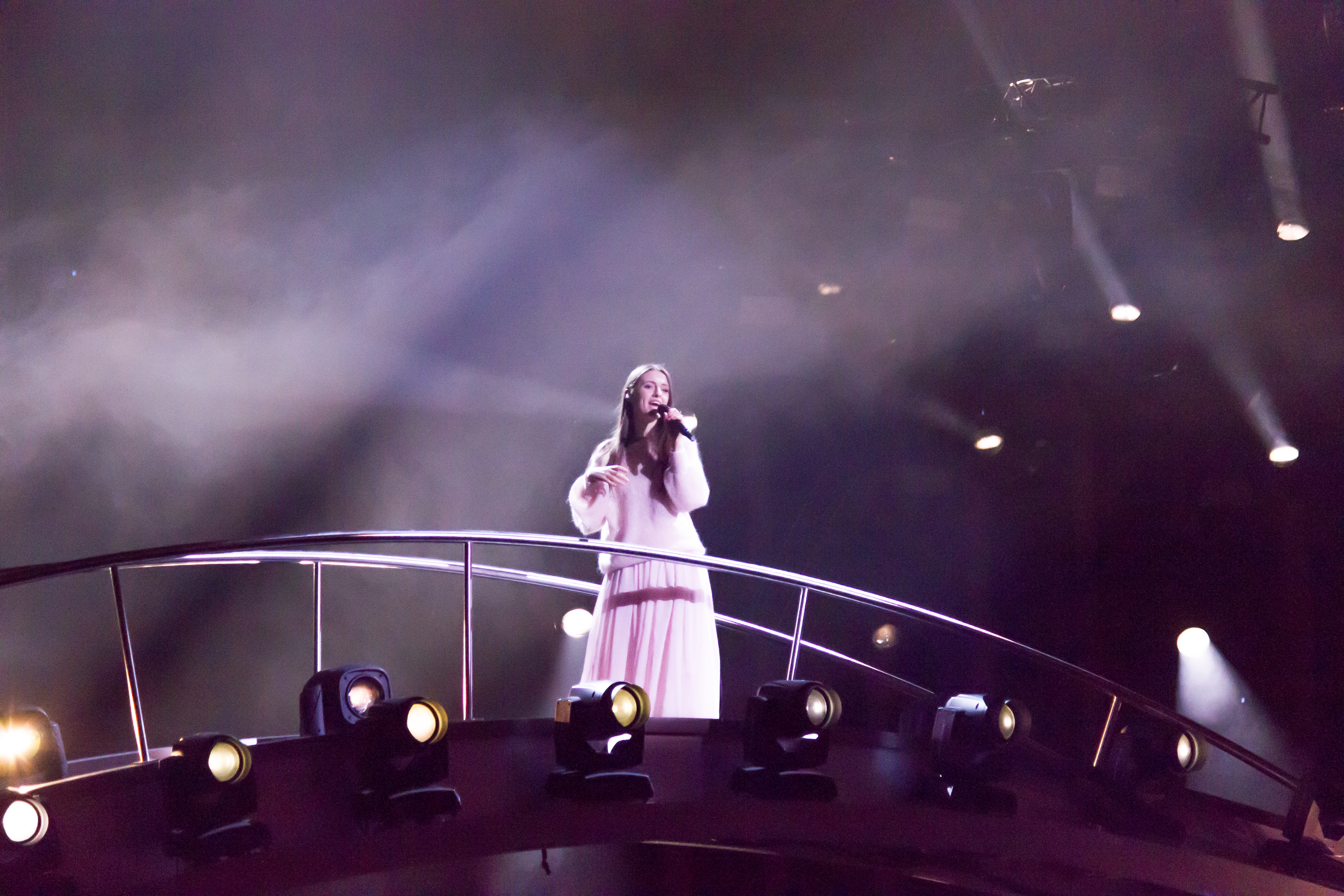
Ieva Zasimauskaitė tijdens de repetities in Lissabon.

Litouwen nam deel aan het Eurovisiesongfestival 2018 in Lissabon, Portugal. Het was de 19de deelname van het land aan het Eurovisiesongfestival. LRT was verantwoordelijk voor de Litouwse bijdrage voor de editie van 2018.

## Selectieprocedure
Reeds in februari 2017 maakte de Litouwse nationale omroep bekend te zullen deelnemen aan het Eurovisiesongfestival 2018. LRT koos ervoor om het format van de Litouwse preselectie grotendeels ongewijzigd te laten. Eurovizijos zou over verschillende weken lopen en eindigen met een finale op 11 maart, de nationale feestdag, in de Žalgiris Arena in Kaunas.
Er werden vier voorrondes georganiseerd, met telkens twaalf of dertien deelnemers. Uit elke voorronde stootte de top zes door naar de kwartfinales. De punten werden voor de helft verdeeld door een vakjury en voor de andere helft door het grote publiek via televoting. In geval van een gelijkstand kreeg de favoriet van de vakjury voorrang. In elke kwartfinale traden twaalf artiesten aan, waarvan de helft door mocht naar de halve finales. Na afloop van de kwartfinales werd nog een stemming georganiseerd op de website van de openbare omroep, waar het grote publiek twee wildcards kon uitdelen. Deze gingen uiteindelijk naar Greta Zazza en Rūta Loop.
De halve finales bestonden telkens uit zeven acts, waarvan er drie zich plaatsten voor de grote finale. De finale bestond aldus uit zes acts. De overwinning ging uiteindelijk naar Ieva Zasimauskaitė met When we're old.

## Eurovizijos 2018

### Voorrondes
6 januari 2018
| Plaats | Artiest             | Lied                | Jury | Publiek | Totaal |
| ------ | ------------------- | ------------------- | ---- | ------- | ------ |
| 1      | Ieva Zasimauskaitė  | When we're old      | 12   | 12      | 24     |
| 2      | Godo                | Fire fountain       | 10   | 8       | 18     |
| 3      | Milda Rasilavičiūtė | I think about you   | 6    | 7       | 13     |
| 4      | Lukas Norkūnas      | Tegu                | 8    | 4       | 12     |
| 5      | Germantė Kinderytė  | Turn it up          | 0    | 10      | 10     |
| 6      | Benas Malakauskas   | My memories         | 3    | 6       | 9      |
| 7      | Aušra Difartė       | Some day            | 5    | 3       | 8      |
| 8      | Natalija Chareckaja | Serious             | 7    | 0       | 7      |
| 9      | Evaldas Vaikasas    | Blind               | 2    | 5       | 7      |
| 10     | Justin3             | Born to be wild one | 4    | 2       | 6      |
| 11     | Monee               | Standing here       | 1    | 1       | 2      |
| 12     | Dangė               | Netikra laimė       | 0    | 0       | 0      |
| 13     | Meda Meškauskaitė   | Blood roses         | 0    | 0       | 0      |

20 januari 2018
| Plaats | Artiest                | Lied                            | Jury | Publiek | Totaal |
| ------ | ---------------------- | ------------------------------- | ---- | ------- | ------ |
| 1      | Saulės kliošas         | Įkvėpk ir nepaleisk (man gaila) | 12   | 6       | 18     |
| 2      | Twosome                | Hello                           | 10   | 8       | 18     |
| 3      | Paula                  | 1 2 3                           | 6    | 12      | 18     |
| 4      | Elizabeth Olshey       | Bejausmis                       | 3    | 10      | 13     |
| 5      | Juozas Martin          | Don't give up                   | 8    | 4       | 12     |
| 6      | Audrius Petrauskas     | In my bones                     | 7    | 5       | 12     |
| 7      | Mia                    | Arrows                          | 4    | 7       | 11     |
| 8      | Rūta Kotryna           | Ghost                           | 5    | 2       | 7      |
| 9      | Elvina Milkauskaitė    | So long my love, my lover       | 2    | 3       | 5      |
| 10     | LJ                     | Over now                        | 1    | 1       | 2      |
| 11     | Justina Žukauskaitė    | Love doesn't lie                | 0    | 0       | 0      |
| 12     | Emilija Valiukevičiūtė | Bye bye                         | 0    | 0       | 0      |

27 januari 2018
| Plaats | Artiest                         | Lied              | Jury | Publiek | Totaal |
| ------ | ------------------------------- | ----------------- | ---- | ------- | ------ |
| 1      | Greta Zazza                     | Broken shadows    | 12   | 8       | 20     |
| 2      | Agnė Michalenkovaitė            | Going on          | 7    | 10      | 17     |
| 3      | Gabrielius Vagelis              | The distant       | 10   | 6       | 16     |
| 4      | GeraiGerai & Silvija Pankūnaitė | More than you now | 8    | 7       | 15     |
| 5      | Živilė Gedvilaitė               | Melody            | 2    | 12      | 14     |
| 6      | Vidas Bareikis                  | Pusvalanduko      | 7    | 5       | 12     |
| 7      | Milda Martinkėnaitė             | Hurricane         | 5    | 4       | 9      |
| 8      | Joyce                           | Breathe           | 4    | 2       | 6      |
| 9      | ELEY                            | This is my life   | 3    | 1       | 4      |
| 10     | Valdas Lacko                    | Dying inside      | 1    | 3       | 4      |
| 11     | EGO                             | Shake the world   | 0    | 0       | 0      |
| 12     | Donata                          | Powerful          | 0    | 0       | 0      |

3 februari 2018
| Plaats | Artiest               | Lied                       | Jury | Publiek | Totaal |
| ------ | --------------------- | -------------------------- | ---- | ------- | ------ |
| 1      | Monika Marija         | The truth                  | 10   | 12      | 22     |
| 2      | Jurgis Brūzga         | 4 love                     | 12   | 4       | 16     |
| 3      | Marija                | This love                  | 8    | 8       | 16     |
| 4      | The Roop              | Yes, I do                  | 6    | 10      | 16     |
| 5      | Kotryna Juodzevičiūtė | That girl                  | 8    | 6       | 14     |
| 6      | Rūta Loop             | Positive thoughts          | 4    | 5       | 9      |
| 7      | Dainotas Varnas       | Merry-go-round             | 5    | 3       | 8      |
| 8      | El Fuego              | I do believe               | 0    | 7       | 7      |
| 9      | Rasa Kaušiūtė         | The silence                | 3    | 0       | 3      |
| 10     | Marius Petrauskas     | Kol meilė gyva             | 2    | 1       | 3      |
| 11     | Ofelija               | Butterfly                  | 0    | 2       | 2      |
| 12     | Silvija Pankūnaitė    | Real                       | 1    | 0       | 1      |
| 13     | Rugilė Daujotaitė     | Love is the flower of life | 0    | 0       | 0      |

### Kwartfinales
10 februari 2018
| Plaats | Artiest                         | Lied               | Jury | Publiek | Totaal |
| ------ | ------------------------------- | ------------------ | ---- | ------- | ------ |
| 1      | Kotryna Juodzevičiūtė           | That girl          | 12   | 10      | 22     |
| 2      | Jurgis Brūzga                   | 4 love             | 10   | 12      | 22     |
| 3      | Godo                            | Fire fountain      | 8    | 7       | 15     |
| 4      | Paula                           | 1 2 3              | 6    | 6       | 12     |
| 5      | Twosome                         | Hello              | 7    | 4       | 11     |
| 6      | GeraiGerai & Silvija Pankūnaitė | More than you know | 3    | 8       | 11     |
| 7      | Vidas Bareikis                  | Pusvalanduko       | 5    | 5       | 10     |
| 8      | Lukas Norkūnas                  | Tegu               | 5    | 3       | 8      |
| 9      | Milda Rasilavičiūtė             | I think about you  | 1    | 2       | 3      |
| 10     | Juozas Martin                   | Don't give up      | 2    | 0       | 2      |
| 11     | Benas Malakauskas               | My memories        | 0    | 1       | 1      |
| 12     | Germantė Kinderytė              | Turn it up         | 0    | 0       | 0      |

17 februari 2018
| Plaats | Artiest              | Lied                            | Jury | Publiek | Totaal |
| ------ | -------------------- | ------------------------------- | ---- | ------- | ------ |
| 1      | Ieva Zasimauskaitė   | When we're old                  | 12   | 8       | 20     |
| 2      | Monika Marija        | The truth                       | 10   | 7       | 17     |
| 3      | The Roop             | Yes, I do                       | 6    | 10      | 16     |
| 4      | Saulės kliošas       | Įkvėpk ir nepaleisk (man gaila) | 8    | 6       | 14     |
| 5      | Marija               | This love                       | 0    | 12      | 12     |
| 6      | Gabrielius Vagelis   | The distant                     | 5    | 5       | 10     |
| 7      | Greta Zazza          | Broken shadows                  | 4    | 4       | 8      |
| 8      | Audrius Petrauskas   | In my bones                     | 7    | 0       | 7      |
| 9      | Elizabeth Olshey     | Bejausmis                       | 2    | 2       | 4      |
| 10     | Agnė Michalenkovaitė | Going on                        | 1    | 3       | 4      |
| 11     | Rūta Loop            | Positive thoughts               | 3    | 0       | 3      |
| 12     | Živilė Gedvilaitė    | Melody                          | 1    | 1       | 2      |

### Halve finales
24 februari 2018
| Plaats | Artiest                         | Lied               | Jury | Publiek | Totaal |
| ------ | ------------------------------- | ------------------ | ---- | ------- | ------ |
| 1      | Jurgis Brūzga                   | 4 love             | 12   | 10      | 22     |
| 2      | The Roop                        | Yes, I do          | 7    | 12      | 19     |
| 3      | Kotryna Juodzevičiūtė           | That girl          | 10   | 6       | 16     |
| 4      | Greta Zazza                     | Broken shadows     | 6    | 8       | 14     |
| 5      | Godo                            | Fire fountain      | 8    | 5       | 13     |
| 6      | GeraiGerai & Silvija Pankūnaitė | More than you know | 6    | 7       | 13     |
| 7      | Gabrielius Vagelis              | The distant        | 4    | 4       | 8      |

3 maart 2018
| Plaats | Artiest            | Lied                            | Jury | Publiek | Totaal |
| ------ | ------------------ | ------------------------------- | ---- | ------- | ------ |
| 1      | Ieva Zasimauskaitė | When we're old                  | 12   | 12      | 24     |
| 2      | Paula              | 1 2 3                           | 10   | 6       | 16     |
| 3      | Monika Marija      | The truth                       | 7    | 10      | 17     |
| 4      | Twosome            | Hello                           | 8    | 7       | 15     |
| 5      | Marija             | This love                       | 5    | 8       | 13     |
| 6      | Saulės Kliošas     | Įkvėpk ir Nepaleisk (man gaila) | 6    | 5       | 11     |
| 7      | Rūta Loop          | Positive thoughts               | 4    | 4       | 8      |

### Finale
11 maart 2018
| Plaats | Artiest               | Lied           | Jury | Publiek | Totaal |
| ------ | --------------------- | -------------- | ---- | ------- | ------ |
| 1      | Ieva Zasimauskaitė    | When we're old | 10   | 12      | 22     |
| 2      | Jurgis Brūzga         | 4 love         | 12   | 7       | 19     |
| 3      | The Roop              | Yes, I do      | 7    | 10      | 17     |
| 4      | Monika Marija         | The truth      | 8    | 8       | 16     |
| 5      | Kotryna Juodzevičiūtė | That girl      | 6    | 6       | 12     |
| 6      | Paula                 | 1 2 3          | 5    | 5       | 10     |

## In Lissabon
Litouwen trad aan in de eerste halve finale, op dinsdag 8 mei 2018. Ieva Zasimauskaitė was als zesde van negentien artiesten aan de beurt, net na Mikolas Josef uit Tsjechië en gevolgd door Netta Barzilai uit Israël. Litouwen eindigde op de negende plaats, hetgeen voldoende was voor kwalificatie voor de grote finale. Daarin was Ieva Zasimauskaitė als vierde van 26 artiesten aan de beurt, net na Lea Sirk uit Slovenië en gevolgd door Cesár Sampson uit Oostenrijk. Litouwen eindigde uiteindelijk op de twaalfde plaats.
1994 · 1995-1998 · 1999 · 2000 · 2001 · 2002 · 2003 · 2004 · 2005 · 2006 · 2007 · 2008 · 2009 · 2010 · 2011 · 2012 · 2013 · 2014 · 2015 · 2016 · 2017 · 2018 · 2019 · 2020 · 2021 · 2022 · 2023 · 2024 · 2025
Albanië · Armenië · Australië · Azerbeidzjan · België · Bulgarije · Cyprus · Denemarken · Duitsland · Estland · Finland · Frankrijk · Georgië · Griekenland · Hongarije · Ierland · IJsland · Israël · Italië · Kroatië · Letland · Litouwen · Macedonië · Malta · Moldavië · Montenegro · Nederland · Noorwegen · Oekraïne · Oostenrijk · Polen · Portugal · Roemenië · Rusland · San Marino · Servië · Slovenië · Spanje · Tsjechië · Verenigd Koninkrijk · Wit-Rusland · Zweden · Zwitserland